# Fluorid rtuťný
Fluorid rtuťný je chemická sloučenina rtuti a fluoru se vzorcem Hg2F2. Skládá se z malých žlutých krystalů krychlového tvaru, které na světle černají.

## Syntéza
Fluorid rtuťný se připravuje reakcí uhličitanu rtuťného s kyselinou fluorovodíkovou:
Hg2CO3 + 2 HF → Hg2F2 + CO2 + H2O

## Reakce
Fluorid rtuťný po přidání do vody hydrolyzuje na elementární kapalnou rtuť, oxid rtuťnatý a kyselinu fluorovodíkovou:
Hg2F2 + H2O → Hg + HgO + 2 HF
Lze jej použít ve Swartsově reakci k přeměně halogenalkanů na alkylfluoridy:
2 R-X + Hg2F2 → 2 R-F + Hg2X2
kde X = chlor, brom či jod

## Struktura

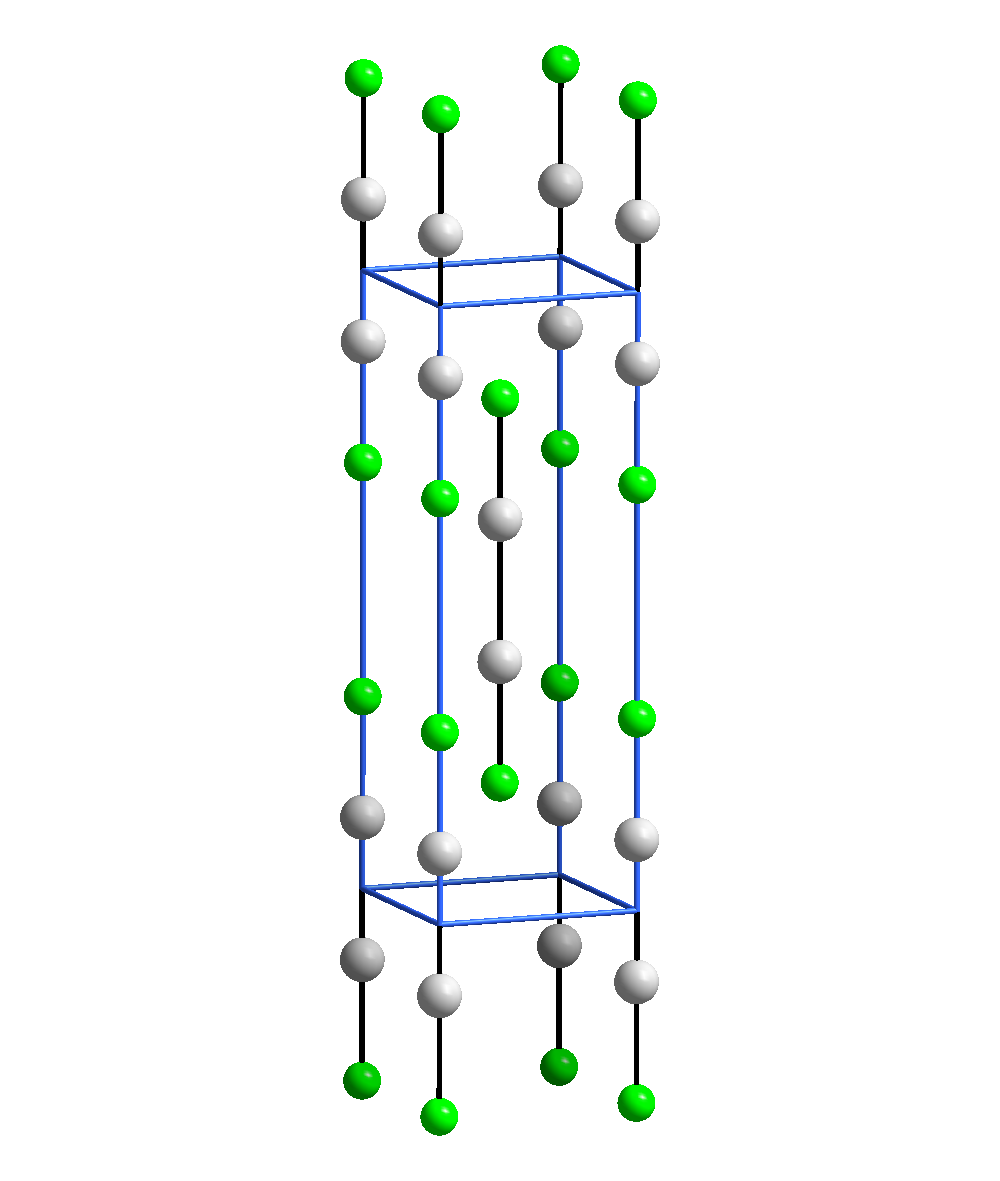
Buňka Hg_{2}F_{2} s fluoridy ze sousedních molekul koordinujících atomy Hg

Stejně jako ostatní rtuťné sloučeniny, které obsahují lineární jednotky X-Hg-Hg-X, obsahuje Hg2F2 lineární jednotky FHg2F s délkou vazby Hg-Hg 251 pm (délka Hg-Hg v kovu je 300 pm) a délkou vazby Hg-F 214 pm. Celková koordinace každého atomu rtuti je deformovaný osmistěn. Sloučenina se často formuluje jako Hg 2+
2  2F−.